# Día de la Comunidad Valenciana
El 9 de octubre es el Día de la Comunidad Valenciana y en él se conmemora la entrada a la ciudad de Valencia del rey de Aragón Jaime I El Conquistador en 1238.
La conquista y formación del Reino de Valencia no se culminó hasta 1304-1305 con la Sentencia Arbitral de Torrellas y el Tratado de Elche, y el territorio actual no adquirió la extensión actual hasta 1851 con la incorporación de Requena y Utiel; pero el 9 de octubre se eligió como la fecha más representativa, por ser Valencia la capital del Reino de Valencia y actualmente de la Comunidad Valenciana. Es una celebración con larga tradición desde el siglo XIV, introducida por el rey Jaime II de Aragón. En cambio, a nivel de todo el territorio de la Comunidad Valenciana, se trata de una celebración institucional contemporánea que tiene su origen en el año 1976, cuando la Mesa de Fuerzas Políticas y Sindicales del País Valenciano declara esa fecha Día Nacional del País Valenciano, acuerdo que sería asumido de nuevo en 1977 por el Plenario de Parlamentarios y que se plasmaría en el Estatuto de Autonomía de 1982 como Día de la Comunidad Valenciana.

## Historia

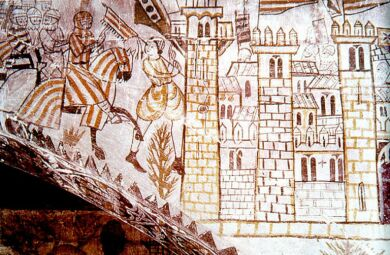
Pintura mural en el castillo de Alcañiz que representa la entrada de Jaime I en Valencia en 1238

El 9 de octubre de 1338 (primer centenario de la conquista de Valencia), el Consell de la ciudad, dispuso realizar una procesión de conmemoración para pedir a San Dionisio la remisión de la hambruna que en aquellos años asolaba el Reino de Valencia por las malas cosechas. Participaron todos los estamentos de la ciudad, las corporaciones de oficio y el pueblo, aunque no así el rey Pedro el Ceremonioso, que se encontraba aún en la ciudad tras jurar los Fueros, rehusando participar alegando motivos de salud. En su lugar, se llevó el Pendón de Conquista como estandarte real para simbolizar la presencia del rey.
Desde entonces, se determinó hacer la misma procesión, aunque con menor suntuosidad, todos los 9 de octubre, como así ha sido a posterioridad. Únicamente durante un tiempo fueron suspendidas o prohibidas tras los Decretos de Nueva Planta firmados por Felipe V de Borbón. Cosa que no ocurrió durante la dictadura de Franco, que si bien quitó el carácter festivo del día, no suspendió la procesión cívica de la Señera.
Más tarde, en la época contemporánea los actos del Nou d'Octubre también se caracterizaron por contener reivindicaciones políticas, especialmente las referidas al autogobierno valenciano. En 1891 tuvo lugar la primera celebración en este sentido, por la asociación Lo Rat Penat; en 1915 tuvo un marcado carácter nacionalista por convocarlo las Joventuts Valencianistes con su Aplec del Puig; y en 1931 se exaltaba el carácter "democrático" de Jaume I desde las instituciones republicanas. Tras el inicio de la dictadura de Franco, la celebración estuvo generalmente prohibida, y sólo se celebró en casos muy puntuales debido algún centenario y siempre en el contexto del concepto de la "Unión Nacional" entre Aragón y Castilla.
Durante la Transición democrática, la Mesa de Fuerzas Políticas y Sindicales del País Valenciano (TFPSPV) acordó el 15 de septiembre de 1976 que esa fecha se celebrase el "Día Nacional del País Valenciano". Para este día se convocó en Valencia una manifestación, a pesar de estar prohibida, bajo el lema de "Llibertat, amnistia, estatut d'autonomia", y en el que participaron cerca de medio millón de personas.[cita requerida]
Al año siguiente, en la misma fecha del 9 de octubre, el Plenario de Parlamentarios del País Valenciano asumió el mismo acuerdo, es decir, diputados y senadores valencianos de las Cortes Generales españolas. En aquel año, tras la firma del "Compromiso Autonómico del País Valenciano" entre los partidos con representación parlamentaria (UCD, PSOE, PSV, PCPV, etc.), entre otros, tuvo lugar otra manifestación, bajo la reividicación Ahora, queremos el Estatuto ("Ara, volem l'Estatut"), y al que asistieron alrededor de 600.000 personas. En Alicante, durante la pegada de carteles, fue asesinado el joven alicantino Miquel Grau como resultado de la herida que le produjo un ladrillo lanzado desde lo alto de un edificio.
Tras la aprobación del Estatuto de Autonomía en 1982, la celebración lo continúa realizando institucionalmente el Gobierno Valenciano y del Presidente de la Generalidad Valenciana, con recepciones y otros actos. Popularmente en toda la Comunidad Valenciana, aunque con mucha más tradición y fuerza en la ciudad de Valencia y alrededores.

## Actos

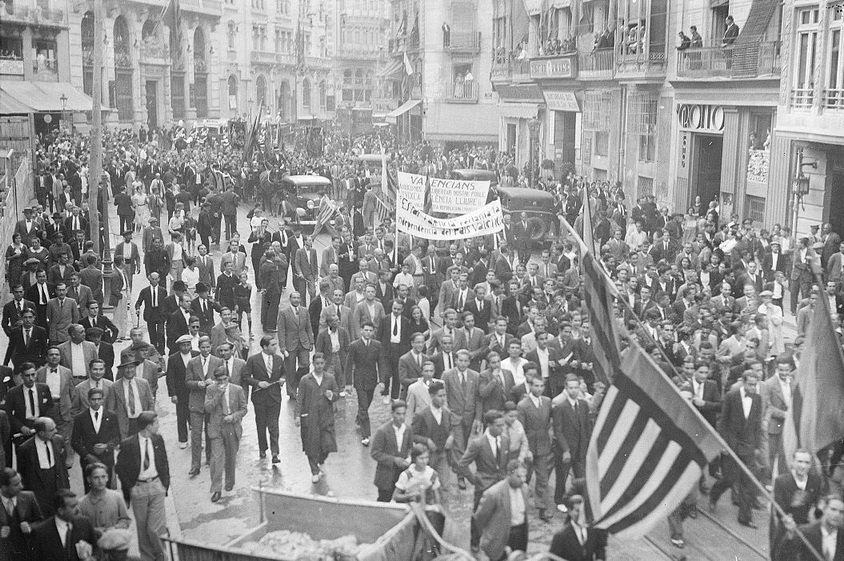
Procesión cívica del 9 de octubre de 1933

Desde principios de los años 1990 la programación del Día de la Comunidad Valenciana consta de diversos actos que dan comienzo la víspera, el 8 de octubre, con la celebración de un concierto conmemorativo en el Palau de la Música, a cargo de la Orquesta de Valencia, y un festival pirotécnico en el antiguo cauce del río Turia en la ciudad de Valencia. El día 9, tras la recepción oficial del Presidente en el Palacio de la Generalidad Valenciana y el acto de entrega de distinciones a diferentes personalidades valencianas, se celebran una serie de actos oficiales que tienen su origen en un privilegio del rey Pedro el Ceremonioso de 1365.

### Procesión cívica de la Señera

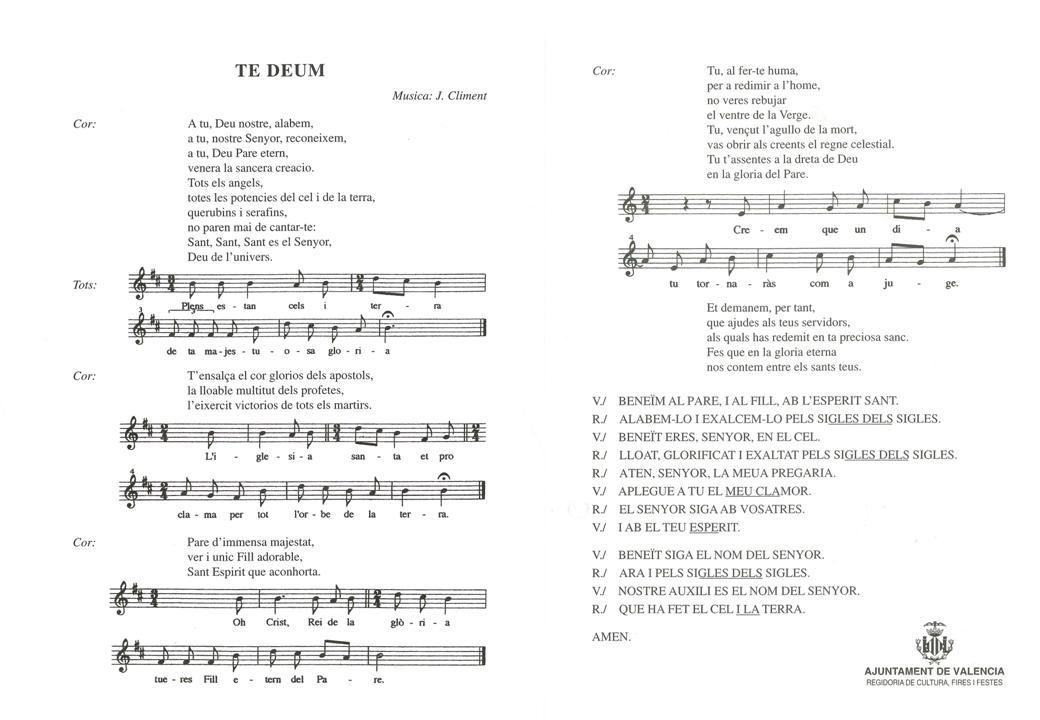
Particella del Te Deum, para la participación popular en la Catedral de Valencia

La bandera valenciana, la Real Señera,
se traslada a la Catedral, donde se interpretaba un Te Deum popular. La comitiva parte a la plaza de Alfonso el Magnánimo, donde frente a la estatua ecuestre de Jaime I se realiza una ofrenda floral. Terminada esta, la comitiva se dirige de nuevo hacia el Ayuntamiento dando por finalizado el acto con el disparo de una mascletá

### La 'mocadorà'
El 9 de octubre es también la festividad de Sant Donís (en castellano, San Dionisio), considerado tradicionalmente el patrón de los enamorados por lo que es costumbre en este día regalar la mocadorà, un pañuelo de seda anudado en cuyo interior se colocan dulces de mazapán elaborados artesanalmente por los reposteros valencianos. Estos dulces consisten en los tradicionales pasteles denominados Piruleta y Tronador -pequeñas barras de mazapán, hecho con partes iguales de almendra y azúcar rellenas de yema-, junto a pequeños mazapanes con forma de todo tipo de frutas y alimentos. Originalmente, la mocadorà estaba formada por dulces como turrón, hasta que en el año 1738 se prohibió el disparo de petardos, llamados piruletas y tronadores, para celebrar el quinto centenario de la conquista de Valencia, por lo que el gremio de confiteros de la ciudad realizó unos dulces con forma de los petardos prohibidos, costumbre que se ha mantenido hasta la actualidad.